# Pelochrista medullana
Pelochrista medullana is een vlinder uit de familie bladrollers (Tortricidae). De wetenschappelijke naam is voor het eerst geldig gepubliceerd in 1879 door Staudinger.
De soort komt voor in Europa.